# Mów do mnie jeszcze
Mów do mnie jeszcze – piąty album Justyny Steczkowskiej wydany w 2001 roku.

## O albumie
Na krążku znajdują się duety miłosne Justyny Steczkowskiej i Pawła Deląga. Artyści wykorzystali wiersze m.in. Cypriana Kamila Norwida, Jonasza Kofty i Williama Szekspira. Płyta powstała w Mimofon Steczkowscy Studio w Stalowej Woli. Wydawnictwo nie spotkało się z komercyjnym sukcesem. Rozeszła się w nakładzie ponad 50 tysięcy egzemplarzy.

## Lista utworów
1. "Romeo i Julia" (muzyka: Justyna Steczkowska, fragmenty wiersza Williama Szekspira, tł. Stanisław Barańczak)
2. "Mała, moja, maleńka" (muzyka: Justyna Steczkowska, fragmenty wierszy: Maria Pawlikowska-Jasnorzewska "Berceuse", Emil Zegadłowicz "Piersi twe", Józef Czechowicz "Wieczorem")
3. "Mów do mnie jeszcze" (muzyka: Justyna Steczkowska, słowa: Roman Kołakowski / Kazimierz Przerwa-Tetmajer)
4. "Umiłowanie" (muzyka: Justyna Steczkowska / Piotr Rychlec, słowa: Kazimierz Wierzyński)
5. "Stoimy na dzikiej grani" (muzyka: Justyna Steczkowska / Piotr Rychlec, fragment wiersza Endre Ady, tł. Bohdan Zadura)
6. "Jestem piekącą raną" (muzyka: Piotr Rychlec, fragmenty wierszy: Endre Ady "Może to jest miłość", "Jestem piekącą raną", tł. Bohdan Zadura, "Chcę cię zatrzymać", tł. Tadeusz Różewicz)
7. "Mówisz do mnie moja" (muzyka: Justyna Steczkowska, słowa: Helena Raszka / Paweł Deląg)
8. "Co to jest miłość" (muzyka: Justyna Steczkowska, słowa: Jonasz Kofta)
9. "Przebacz" (muzyka: Justyna Steczkowska, słowa: Jonasz Kofta)
10. "W Weronie" (muzyka: Justyna Steczkowska, słowa: Cyprian Kamil Norwid)
11. "Trzeba marzyć" (muzyka: Justyna Steczkowska, słowa: Jonasz Kofta)
12. "Mów do mnie jeszcze" (Mimofoni remix)
13. "Mówisz do mnie moja" (wersja akustyczna)

## Single
- "Mów do mnie jeszcze"
- "Co to jest miłość"
- "Mówisz do mnie moja"